# Центроаффинная геометрия
Центроаффи́нная геоме́трия — геометрия центроаффинной группы преобразований аффинного пространства, которые имеют некоторую неподвижную точку — центр центроаффинного пространства. Основной инвариант: свойство гиперплоскости пространства содержать или не содержать центр аффинного пространства.
Центроаффинная геометрия имеет свойство так называемой полной двойственности, которая означает. что любое утверждение относительно точек имеет пару: такое же утверждение относительно гиперплоскостей.
Аналитическое представление аффинной группы на плоскости в неоднородных координатах, имеющее вид
{\displaystyle x^{\prime }=a_{1}x+b_{1}y+c_{1}},
{\displaystyle y^{\prime }=a_{2}x+b_{2}y+c_{2}},
есть представление также и центроаффинной группы, если свободные коэффициенты равны нулю:
{\displaystyle c_{1}=c_{2}=0}.
Поскольку центроаффинная группа есть подгруппа общей аффинной группы, множество всех объектов центроаффинной геометрии включает в себя множество всех объектов общей аффинной геометрии. При этом центроаффинная геометрия имеет объекты, которых нет в общей аффинной геометрии, так как множество инвариантов общей аффинной группы есть подмножество инвариантов центроаффинной группы.